# Parachernes argentatopunctatus
Espèce
Synonymes
- Chelifer argentatopunctatus Ellingsen, 1910

Parachernes argentatopunctatus est une espèce de pseudoscorpions de la famille des Chernetidae.

## Distribution
Cette espèce se rencontre au Brésil et au Guyana.

## Description
Le mâle mesure 1,79 mm et la femelle 2,49 mm.

## Publication originale
- Ellingsen, 1910 : Die Pseudoskorpione des Berliner Museums. Mitteilung aus dem Zoologischen Museum in Berlin, vol. 4, p. 357-423 (texte intégral).